# 부직포

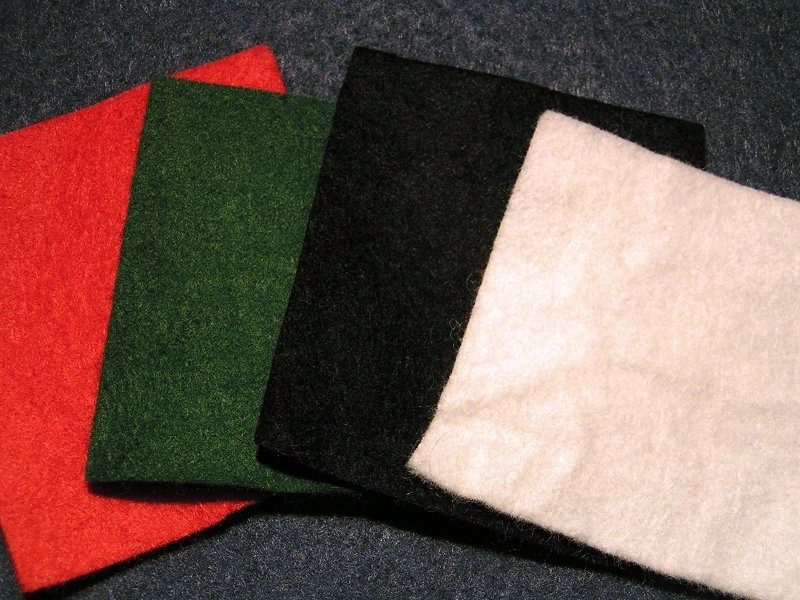
부직포

부직포(不織布, non-woven fabric)는 열과 수지를 이용하여 섬유가 서로 얽히도록 기계적인 처리를 하여 만든 옷감이다. 가볍고 통기성과 보온성이 있으며, 절단 부분이 풀리지 않는 특징이 있다. 그러나 신축성이 없고 뻣뻣하며, 강도가 약해 내구성이 부족하다. 의복의 심감 외에 수술복, 실험복 등의 1회용 옷감으로 많이 이용된다.

## 참고 자료
- 이 문서에는 다음커뮤니케이션(현 카카오)에서 GFDL 또는 CC-SA 라이선스로 배포한 글로벌 세계대백과사전의 내용을 기초로 작성된 글이 포함되어 있습니다.